# トラさん
『トラさん』は、板羽皆による日本の漫画作品。『月刊YOU』（集英社）にて、2014年1月号から一度連載終了を挟み、2018年4月号から同年11月号まで再び連載。同誌の休載に伴い、『Cocohana』（同社刊）に移籍して、2019年1月号から2月号まで連載。同年3月号には番外編が掲載された。

## あらすじ
酒とギャンブルに溺れる日々を過ごしていた売れない漫画家・高畑 寿々男は不慮の事故で命を落とすが、あの世の「裁判長」の裁きにより１ヶ月の期限付きで「猫」として現世の妻子の元へ戻される。

## 登場人物
高畑 寿々男（たかはた すずお）
主人公。妻・奈津子の財布からくすねた金でパチンコをして大勝ちしたが、その帰りに落とした財布を拾おうとして歩道橋から転落し、命を落とす。
トラさん
寿々男が猫として現世に舞い戻った姿。
高畑 奈津子（たかはた なつこ）
寿々男の妻。
高畑 実優（たかはた みゆ）
寿々男と奈津子の娘。
高畑 寿嬉斗（たかはた すきと）
寿々男と奈津子の息子。寿々男の死後に産まれた。
裁判長
「あの世」にて死者の来世を決める人物。

## 書誌情報
- 板羽皆『トラさん』集英社〈マーガレットコミックス〉、全3巻
  1. 2014年12月25日発売[5]、ISBN 978-4-08-845324-8
  2. 2017年2月24日発売[6]、ISBN 978-4-08-845631-7
  3. 2019年1月25日発売[7]、ISBN 978-4-08-844160-3

## 実写映画
『トラさん〜僕が猫になったワケ〜』のタイトルで実写映画化。主演は北山宏光（Kis-My-Ft2）。2019年2月15日公開。
北山にとっては映画初出演にして初主演となる。
子供向け映画の祭典「27th キネコ国際映画祭」にて日本作品賞の長編映画部門を受賞。

### キャスト
- 高畑寿々男 / トラさん：北山宏光（Kis-My-Ft2）
- 高畑奈津子：多部未華子
- 高畑実優：平澤宏々路
- ホワイテスト：飯豊まりえ
- 桜木亜子：富山えり子
- 浦上栄剛：要潤
- 裁判長：バカリズム

### スタッフ
- 原作：板羽皆『トラさん』（集英社マーガレットコミックス刊）
- 監督：筧昌也
- 脚本：大野敏哉
- 音楽：渡邊崇
- 主題歌：Kis-My-Ft2「君を大好きだ」（avex trax）
- 製作：村田嘉邦、藤島ジュリーK.、加太孝明、水野道訓、吉田尚子
- 企画・プロデュース：小松重之、明石直弓
- アソシエイトプロデューサー：大畑利久
- ラインプロデューサー：原田耕治
- 撮影：黒石信淵
- 美術：佐藤希
- 照明：松村志郎
- 録音：赤澤靖大
- 編集：河村信二
- スタイリスト：荒木里江
- ヘアメイク：千葉友子
- 特殊造形：猿渡孝太郎、松崎優香、田中佑佳
- スタントコーディネーター：吉田浩之
- スクリプター：松村陽子
- 音響効果：勝亦さくら
- VFXプロデューサー：村上優悦
- 助監督：松下洋平
- 制作担当：多賀典彬
- 配給：ショウゲート
- 制作プロダクション：ROBOT
- 製作：「トラさん」製作委員会（博報堂DYミュージック&ピクチャーズ、ジェイ・ストーム、ROBOT、ソニー・ミュージックエンタテインメント、TCエンタテインメント）